# Marcel (canción)
«Marcel» fue la canción alemana en el Festival de la Canción de Eurovisión 1963, interpretada en alemán por Heidi Brühl.
La canción fue interpretada en tercer lugar de la noche (siguiendo a Annie Palmen de los Países Bajos con "Een speeldoos" y antes de Carmela Corren de Austria con "Vielleicht geschieht ein Wunder"). Al cerrar la votación había recibido 9 puntos, ubicándose en 5º lugar de 16.
La canción es cantada desde la perspectiva de una joven mujer diciéndole a su pareja (Marcel) que está yendo demasiado rápido para ella. Le dice que "sólo un caballero tiene una oportunidad conmigo" y que necesita respetarlo.
Fue seguida como representante alemán en el festival de 1964 por Nora Nova con "Man gewöhnt sich so schnell an das Schöne".
| Predecesor: "Zwei kleine Italiener" Conny Froboess | Alemania en el Festival de Eurovisión 1963 | Sucesor: "Man gewöhnt sich so schnell an das Schöne" Nora Nova |

- Datos: Q6756040